# آلازپپتین
آلازوپپتین(به انگلیسی: Alazopeptin) یک ترکیب شیمیایی با خاصیت آنتی‌بیوتیکی، ضد توموری و به طور معمول ضد مته‌تن است. در ابتدا از Streptomyces griseoplanus که از خاک نزدیک ویلیمزبرگ، آیووا گرفته شد بود، جداسازی شد. همکنون نیز بطور عمده از طریق تخمیر همین جانداران تولید می‌شود. 